# Gustav Hegi
Gustav Hegi (Rickenbach, 13 novembre 1876 – Goldbach, 23 aprile 1932) è stato un botanico svizzero.
Studioso di sistematica, è noto soprattutto per la sua Flora illustrata della Mitteleuropa (1931).